# Kincardine, Fife
Kincardine är en ort i Storbritannien.   Den ligger i kommunen Fife och riksdelen Skottland, i den centrala delen av landet, 600 km norr om huvudstaden London. Kincardine ligger 5 meter över havet och antalet invånare är 3 014.
Terrängen runt Kincardine är platt. En vik av havet är nära Kincardine åt sydost. Runt Kincardine är det ganska tätbefolkat, med 86 invånare per kvadratkilometer. Närmaste större samhälle är Grangemouth, 6,4 km söder om Kincardine. I omgivningarna runt Kincardine växer i huvudsak blandskog.
Kustklimat råder i trakten. Årsmedeltemperaturen i trakten är 6 °C. Den varmaste månaden är juli, då medeltemperaturen är 14 °C, och den kallaste är december, med 0 °C.